# Mont-sur-Meurthe
Mont-sur-Meurthe település Franciaországban, Meurthe-et-Moselle megyében. Lakosainak száma 1132 fő (2022. január 1.). Mont-sur-Meurthe Blainville-sur-l’Eau, Lamath, Rehainviller, Vitrimont és Xermaménil községekkel határos.

## Népesség
A település népességének változása:
| Lakosok száma | 523  | 1021 | 976  | 927  | 1123 | 1114 | 1114 | 1117 | 1122 | 1132 |
|               | 1968 | 1982 | 1990 | 2006 | 2013 | 2015 | 2017 | 2019 | 2020 | 2022 |